# Comté d'Arlington
Pour les articles homonymes, voir Arlington.
Arlington est un comté et une ville de l'État de Virginie aux États-Unis, situé sur la rive droite du Potomac, face à Washington. Ce comté constitue à l'origine une partie de la capitale fédérale, mais est rétrocédé en 1847 par le Congrès à l'État de Virginie. Il compte environ 229 302 habitants (estimation de 2014) et se confond avec la ville même d'Arlington. D’une superficie de 67 km2, il est le plus petit comté de l'État de Virginie.

## Histoire
Le comté constitua la majeure partie de l'ancien comté d'Alexandria (créé au sein du district de Columbia avant qu'il ne soit rétrocédé par le Congrès à l'État de Virginie en 1846), lorsque la ville voisine d'Alexandria, au sud du comté fit sécession en 1870 pour devenir une ville indépendante. La partie restante fut rebaptisée « comté d'Arlington » en 1920 en référence à Arlington House.

## Démographie
| Groupe            | Comté d'Arlington | Virginie | États-Unis |
| ----------------- | ----------------- | -------- | ---------- |
| Blancs            | 71,8              | 68,6     | 72,4       |
| Asiatiques        | 9,6               | 5,5      | 4,8        |
| Afro-Américains   | 8,5               | 19,4     | 12,6       |
| Autres            | 5,9               | 3,2      | 6,2        |
| Métis             | 3,8               | 2,9      | 2,9        |
| Amérindiens       | 0,5               | 0,4      | 0,9        |
| Océaniens         | 0,1               | 0,1      | 0,2        |
| Total             | 100               | 100      | 100        |
|                   |                   |          |            |
| Latino-Américains | 15,1              | 7,9      | 16,7       |

Selon l'American Community Survey, pour la période 2011-2015, 70,85 % de la population âgée de plus de 5 ans déclare parler l'anglais à la maison, 14,01 % déclare parler l'espagnol, 1,92 % une langue africaine, 1,68 % une langue chinoise, 1,04 % français, 0,85 % l'arabe, 0,68 % le vietnamien, 0,67 % le tagalog, 0,66 % le coréen, 0,56 % le russe, 0,54 % l'allemand et 6,54 % une autre langue.

## Lieux remarquables
C'est à Arlington qu'est implanté le Pentagone, siège du département de la Défense américain, le siège du Drug Enforcement Administration (DEA) et celui du United States Army Space and Missile Defense Command.
Arlington abrite également le cimetière militaire national, où sont enterrés des morts de toutes les guerres auxquelles ont participé les États-Unis, depuis la guerre d'indépendance et jusqu'à la guerre en Irak. C'est aussi dans ce cimetière que sont inhumés John F. Kennedy, sa femme Jackie Bouvier Kennedy et son frère Robert Kennedy qui fut son procureur général. Arlington abrite aussi l'aéroport national de Washington.

## Administration
La shérif en 2011 est Madame Beth Arthur en poste depuis 2000 qui supervise un personnel de 274 personnes, un budget annuel de 32 millions de dollars et une prison qui héberge quotidiennement environ 600 détenus.

## Religion
- Diocèse d'Arlington
- Liste des évêques d'Arlington
- Cathédrale Saint-Thomas-More d'Arlington

## Personnages célèbres
- David Bautista (1969-), Catcheur
- Sandra Bullock (1964-), Actrice,
- Katie Couric (1957-), journaliste, documentariste,
- Herbert Friedman (1916-2000),
- Frank Havens (1924-2018), céiste, champion olympique
- Mark Linkous  (1962 - 2010), Auteur-compositeur-interprète
- George Lincoln Rockwell (1918-1967), activiste néo-nazi américain, fondateur du Parti nazi américain dont il base le siège dans la ville d'Arlington, mort assassiné dans le comté en 1967

## Jumelages
- Aix-la-Chapelle (Allemagne)
- Reims (France)

## Géolocalisation
| Comté de Fairfax      | District de Columbia |                      |
| Comté de Fairfax      | Comté d'Arlington    | District de Columbia |
| Ville de Falls Church | Ville d'Alexandria   |                      |